# La Fête de saint Jorgen
Pour plus de détails, voir Fiche technique et Distribution.
La Fête de saint Jorgen (en russe : Праздник святого Йоргена, Prazdnik sviatogo Yorgena) est une comédie soviétique réalisée par Yakov Protazanov d'après le roman La Fabrique des saints de Harald Bergstedt. Le film est réalisé en noir et blanc à Mezhrabpomfilm. La première projection a eu lieu le 25 août 1930,,,. Les sous-titres de la version muette ont été écrits par le célèbre duo d'Ilf et Petrov avant qu'on y ajoute, en 1935, les séquences parlantes. 

## Synopsis
Le film est une satire anti-catholique. Dans un pays sans nom, l'évêque (vicaire) de la cathédrale locale de St Jorgen choisit chaque année "l'épouse spirituelle du saint", ce qui implique une collecte de fonds massive pour les cadeaux pour elle (qui n'est personne d'autre que sa nièce Oleandra). Cependant, deux escrocs, Mikaël Corquis et Frantz Schultz, s'échappent de la prison et Oleandra les aide accidentellement à échapper à la police. Corquis se cache dans la cathédrale et Schultz l'enferme. De son côté, Schultz se déguise en invalide moyennant deux béquilles. Le lendemain matin, la cathédrale est entourée de milliers de croyants qui sont arrivés pour la célébration. Corquis revêt la robe du saint et vient à la foule, à la grande surprise de l'évêque. La foule réclame un miracle; Corquis remarque Schultz avec des béquilles, il lui demande de les jeter et de commencer à marcher. Schultz est "guéri", et la foule étonnée l'entoure, tandis que l'évêque a une "conversation sérieuse" avec Corquis. Ce dernier accepte de cesser de faire des miracles et de quitter la ville avec Oleandra, qui est en effet amoureuse de lui, et l'argent récolté pour elle. À la fin, l'évêque révèle une icône de saint Frantz nouvellement glorifié (Schultz) jetant ses béquilles.

## Fiche technique
- Titre : La Fête de saint Jorgen
- Réalisation : Yakov Protazanov
- Assistant réalisateur : Porfiri Podobed
- Scénario : Yakov Protazanov, Vladimir Schweitzer, Sigismund Krzyzanowski
- Sous-titres : Ilf et Petrov
- Caméraman : Piotr Yermolov
- Musique : Sergeï Bogouslavski (ru)
- Son : David Blok, Sergeï Yurtsev, N. Ozornoi
- Décors : Anatoli Arapov, Vladimir Balluzek, Sergeï Kozlovski
- Montage : Yakov Protazanov
- Production : Mezhrabpomfilm
- Pays d'origine : URSS
- Format : noir et blanc
- Durée : 83 minutes
- Date de sortie : 1930

## Distribution

### Acteurs principaux
- Igor Ilinski : Frantz Schultz
- Anatoli Ktorov : Mikael Corquis
- Maria Strelkova : Oleandra, la fille du vicaire
- Mikhail Klimov : le vicaire
- Vladimir Uralski : le guide

### Acteurs secondaires
- Gueorgui Agnivtsev : un policier
- Igor Arkadine : le trésorier de l'église
- Aleksandr Gueirot : Guten
- Nikolai Gladkov : Mad Holyman / un policier
- Anatoli Goriounov : un moine
- Vladimir Mikhaïlov : un moine
- Stanislav Novak : l’opérateur de la caméra
- Scherbakov : le gardien de l'église
- Feofan Chipoulinski :
- Tretiakov : le confesseur
- Sergei Tsenine : le savant
- Nina Vassilieva :
- Aleksandr Vichnevski :
- Nina Volkova : l'actrice jouant l'ange volant